# Utricularia jackii
Utricularia jackii este o specie de plante carnivore din genul Utricularia, familia Lentibulariaceae, ordinul Lamiales, descrisă de John Adrian Naicker Parnell. Conform Catalogue of Life specia Utricularia jackii nu are subspecii cunoscute.